# Заріченська сільська рада (Тоцький район)
Зарі́ченська сільська рада (рос. Зареченский сельский совет) — сільське поселення у складі Тоцького району Оренбурзької області Росії.
Адміністративний центр та єдиний населений пункт — село Тоцьке Друге.

## Населення
Населення — 14362 особи (2019; 13197 в 2010, 17521 у 2002).